# أشوك باتل
أشوك باتل (6 مارس 1957 في الهند - ) هو لاعب كريكت هندي.

## وصلات خارجية
- أشوك باتل على موقع إي آس بي آن كريك إنفو (الإنجليزية)